# 養老町立養老南小学校
養老町立養老南小学校 （ようろうちょうりつ　ようろうみなみしょうがっこう）は、かつて岐阜県養老郡養老町に存在した公立小学校。

## 概要
- 校区は現在の石畑・勢至・柏尾であり、旧・養老村の南部の小学校であった。1965年、養老北小学校と統合、養老小学校の新設により廃校。
- 跡地はふれあいセンター養老となっている。

## 沿革
養老南小学校は、1902年に高田尋常高等小学校から独立した学校である。ここではそれ以前についても記述する。
- 1873年（明治6年） - 石畑村に積流第一義校が開校。石畑村、勢至村、柏尾村の児童が通学する。
- 1879年（明治12年） - 鷲巣村の龍門義校[注釈 2]に統合される。龍門義校は八千代学校に改称する。
- 1886年（明治19年） - 八千代学校が鷲巣尋常小学校に改称する。
- 1889年（明治22年）7月1日 - 押越村、明徳村、上方村、五日市村、石畑村、竜泉寺村、白石村、勢至村、柏尾村が合併し、養老村となる。
- 1893年（明治26年） - 鷲巣尋常小学校から分立し、石畑村に石畑尋常小学校が開校する。校舎を新築。
- 1897年（明治30年）4月1日 - 養老村の一部[注釈 3]が、高田町に編入される。残部と澤田村 、櫻井村が合併し、改めて養老村が発足。
- 1901年（明治34年）4月 - 高田町の高田尋常高等小学校に統合される。高田尋常高等小学校は高田町・多芸村・養老村の組合立の学校となる[1]。
- 1902年（明治35年）4月 - 高田町多芸村養老村の学校組合が解消される。高田尋常高等小学校から石畑尋常小学校が分立する。
- 1904年（明治37年） - 農業補習学校を併設する。
- 1926年（大正15年） - 石畑尋常高等小学校に改称する。
- 1941年（昭和16年）4月1日 - 養老南国民学校に改称する。
- 1947年（昭和22年）4月1日 - 養老村立養老南小学校に改称する。
- 1954年（昭和29年）11月3日 - 高田町、養老村、上多度村、広幡村、池辺村、笠郷村、小畑村、多芸村、日吉村、合原村の一部と合併し、養老町が発足。同時に養老町立養老南小学校に改称する。
- 1965年（昭和40年）8月31日　-　統合により廃校。